# Andrew Nabbout
Andrew Nabbout (Melbourne, 1992. december 17. –) ausztrál válogatott labdarúgó, aki jelenleg az Urava Red Diamonds játékosa.

## Pályafutása

### Klubcsapatban
A Sunshine George Cross, a Heidelberg United, a Moreland Zebras csapataiban szerepelt, mielőtt 2012. október 1-jén aláírt az élvonalbeli Melbourne Victorycsapatához. Két héttel később debütált a bajnokságban Brisbane Roar ellen 5–0-ra elvesztett mérkőzésen. A 2016-os szezont a malajziai Negeri Sembilan csapatánál töltötte, ahol 12 bajnoki találkozón 8 gólt szerzett. Július 19-én aláírt a Newcastle Jetshez, majd 2018-tól az Urava Red Diamonds játékosa lett.

### A válogatottban
2018. március 23-án mutatkozott be a felnőtt válogatottban Norvégia elleni felkészülési mérkőzésen.

## Sikerei, díjai
- Melbourne Victory
  - Ausztrál bajnok – Alapszakasz: 2015
  - Ausztrál bajnok – Rájátszás: 2015
  - Ausztrál kupa: 2015